# Marc Philip Eckermann
Marc Philip Eckermann (* 29. Juni 1997, auch Marc-Philip Eckermann) ist ein deutscher Fußballschiedsrichter.

## Karriere
Seit 2021 zählt Eckermann zu den DFB-Schiedsrichtern. Er ist für den SV Breuningsweiler im Württembergischen Fußballverband aktiv. Eckermann stammt aus Winnenden und ist in der Finanzbranche tätig.
Eckermann ist seit 2021 Schiedsrichter der 3. Liga. Sein Debüt war ein Spiel von Türkgücü München gegen Viktoria Köln am 5. November 2011. Zuvor leitete er Spiele in den Ligen bis zur Regionalliga Südwest. Nach 38 Drittligaspielen in drei Saisons, in denen Eckermann 170 gelbe und eine rote Karte vergab, ist er ab der Saison 2025/2026 zudem Teil des Schiedsrichterkaders der 2. Bundesliga.
Eckermann ist neben seiner Tätigkeit als Hauptschiedsrichter ebenfalls in der 2. Bundesliga als Schiedsrichterassistent tätig. Diese Funktion übernahm er bis 2022 auch im DFB-Pokal und in der 3. Liga.